# Chelifera rastrifera
Chelifera rastrifera är en tvåvingeart som beskrevs av Axel Leonard Melander 1947. Chelifera rastrifera ingår i släktet Chelifera och familjen dansflugor.
Artens utbredningsområde är North Carolina. Inga underarter finns listade i Catalogue of Life.